# Кинески бронзани записи
Кинески бронзани записи су писања у различитим кинеским писмима на кинеским бронзаним артефактима као што су џонг звона и динг троножни казани из Шанг династије до Џоу династије па чак и касније. Рани бронзани записи су готово увек укалупљени у ливењу (то јест, ово писмо је рађено са писаљком у мокрој глини у калупу од којих је бронза затим укалупљена), а касније записи су често гравиране пошто је бронза укалупљена.